# Heinz Friedrich (Maler)
Heinz Friedrich (* 19. Februar 1924 in Schwetzingen; † 24. März 2018 ebenda) war ein deutscher Maler und Holzschneider.

## Leben

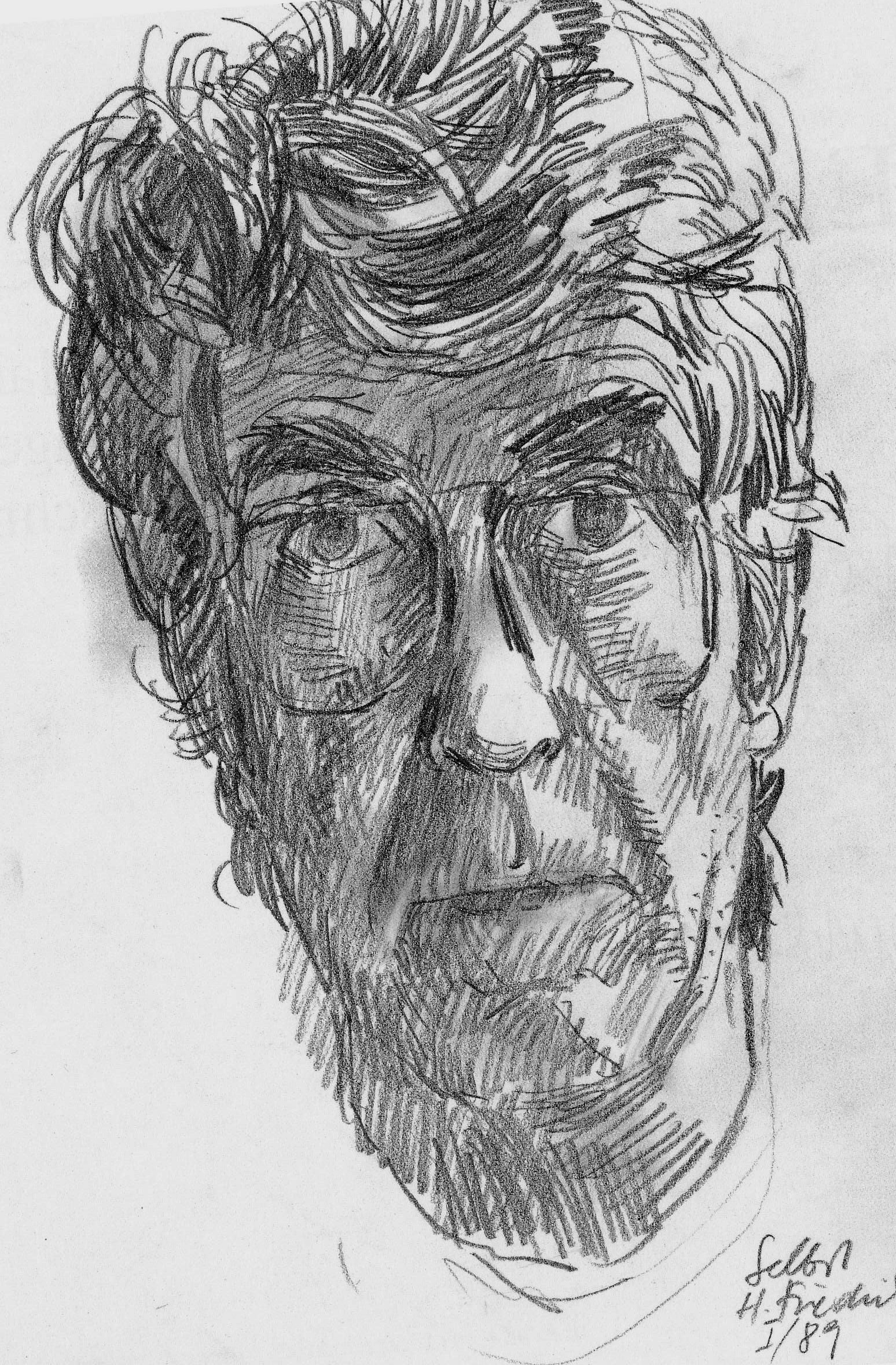
Heinz Friedrich, Selbstporträt (Zeichnung, 1989)

Heinz Friedrich absolvierte von 1939 bis 1942 eine Lehre als Maurer und Bautechniker. Von 1942 bis 1945 war er Soldat. Von 1946 bis 1948 studierte er an der Akademie Stuttgart bei Hermann Sohn und 1948/49 an der Akademie Karlsruhe bei Wilhelm Schnarrenberger und Otto Laible. Ab 1950 war er freischaffender Künstler. 
1956 besuchte Heinz Friedrich die Sommerakademie Salzburg bei Oskar Kokoschka und Giacomo Manzù.
An verschiedenen Bühnen war er als Bühnenbildner tätig. Ab 1968 begann er, sich mit der Technik des Farbholzschnittes auseinanderzusetzen und wurde 1970 Mitglied bei „XYLON“. Es entstanden zahlreiche Graphikeditionen, Mappenwerke, Plakate und Buchillustrationen. Besonders bekannt wurde Heinz Friedrich auch als Porträtist. Eine enge Freundschaft verband ihn mit Bruno Müller-Linow. Arbeiten in Museumsbesitz und öffentlichen Sammlungen finden sich u. a. in der Pfalzgalerie Kaiserslautern, Villa Hammerschmidt/Bonn und Sammlung Schwetzingen. Heinz Friedrich blieb zeitlebens dem expressiven Realismus treu.

## Ehrungen
- 1989: Stipendiat der Edward-Munch-Stiftung in Ekely/Oslo.
- 1994: Verleihung der Karl Theodor-Medaille der Stadt Schwetzingen

## Ausstellungen

### Einzelausstellungen (Auswahl)
- 1959: Durban (Südafrika)
- 1966 u. 1987: Stuttgart
- 1971: Kunstverein Speyer
- 1972: Kunstverein Heidelberg

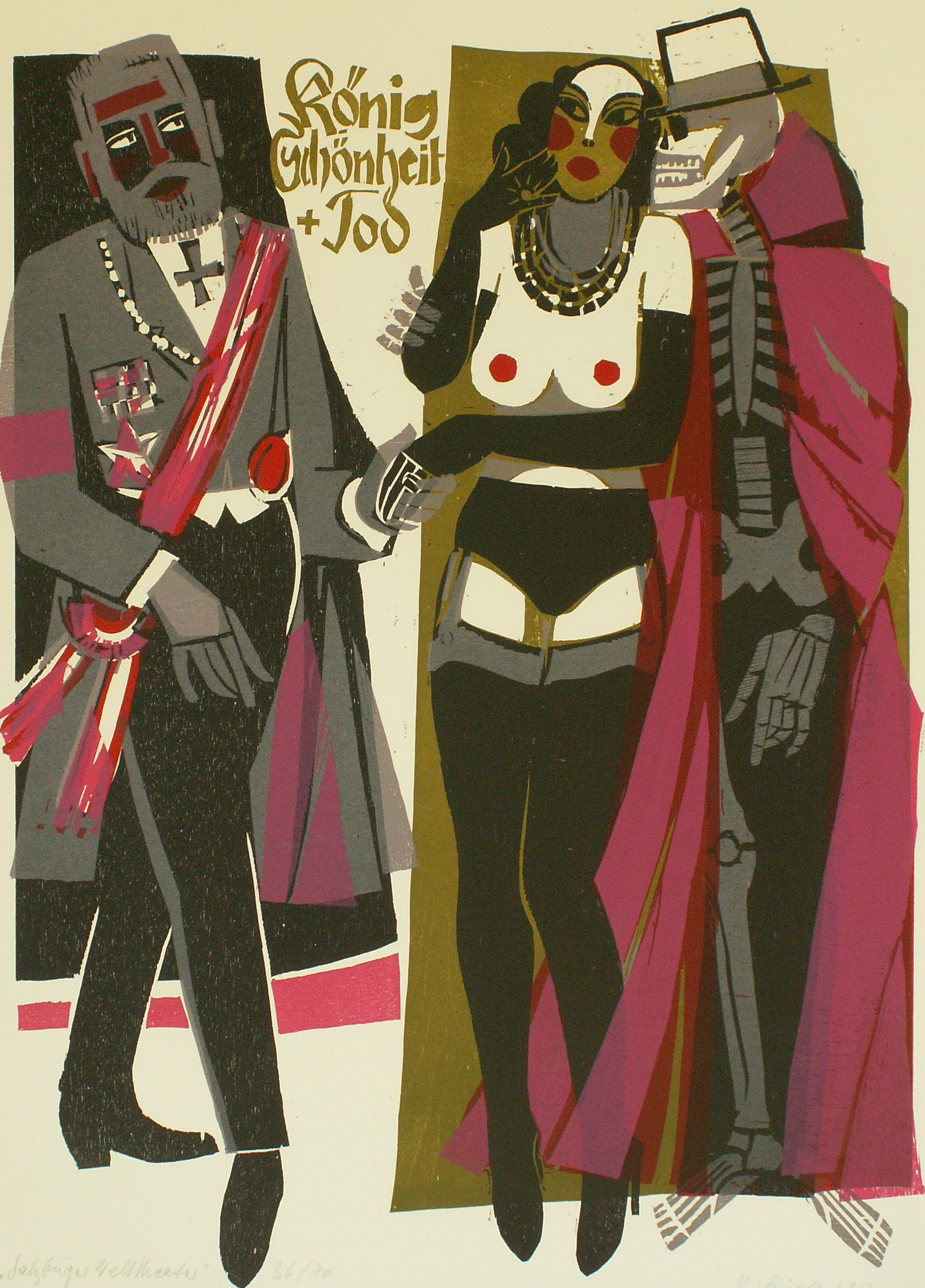
Heinz Friedrich: König, Schönheit und Tod (Farbholzschnitt 1986)

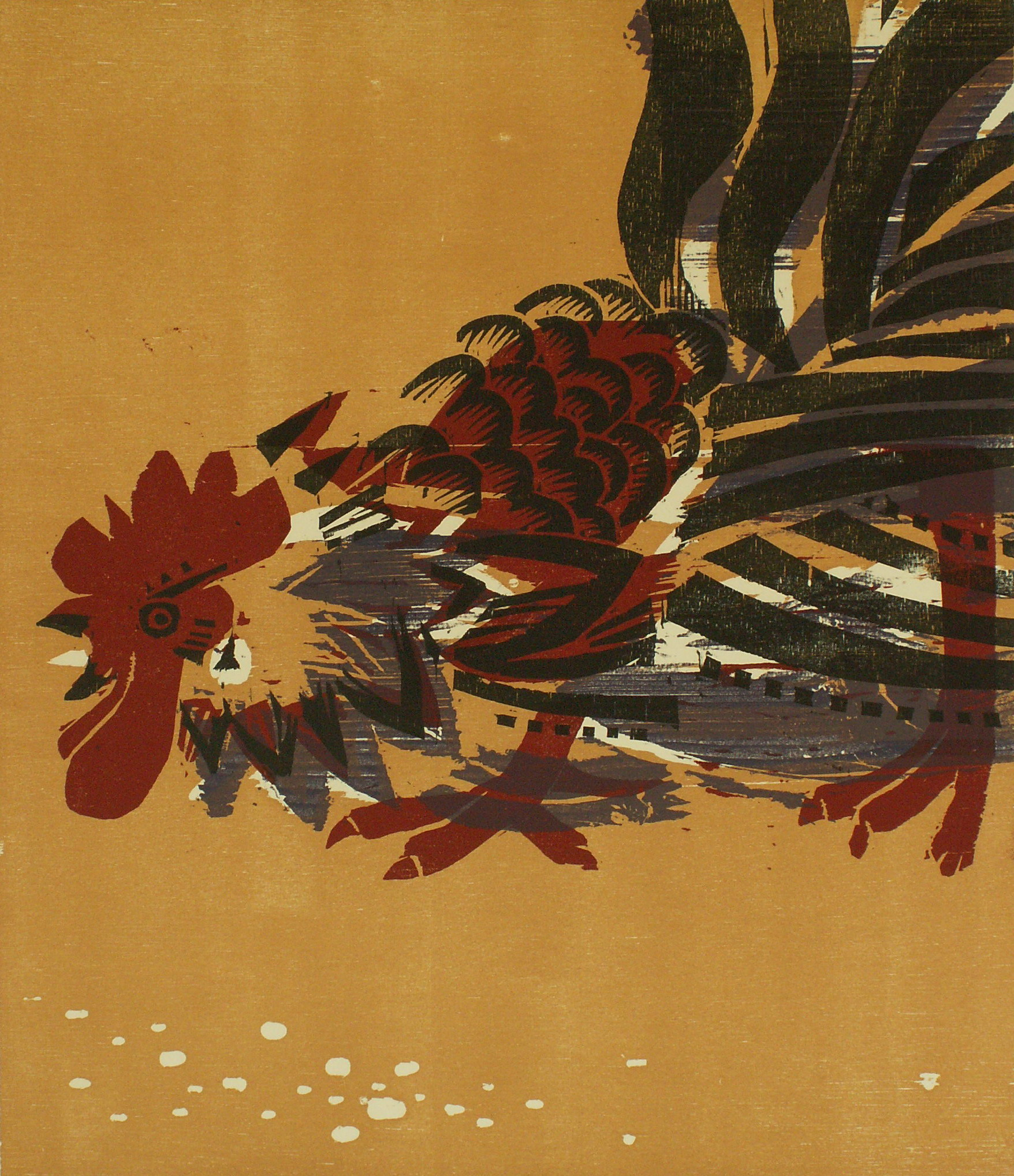
Heinz Friedrich: Kampfhahn (Farbholzschnitt 1985)

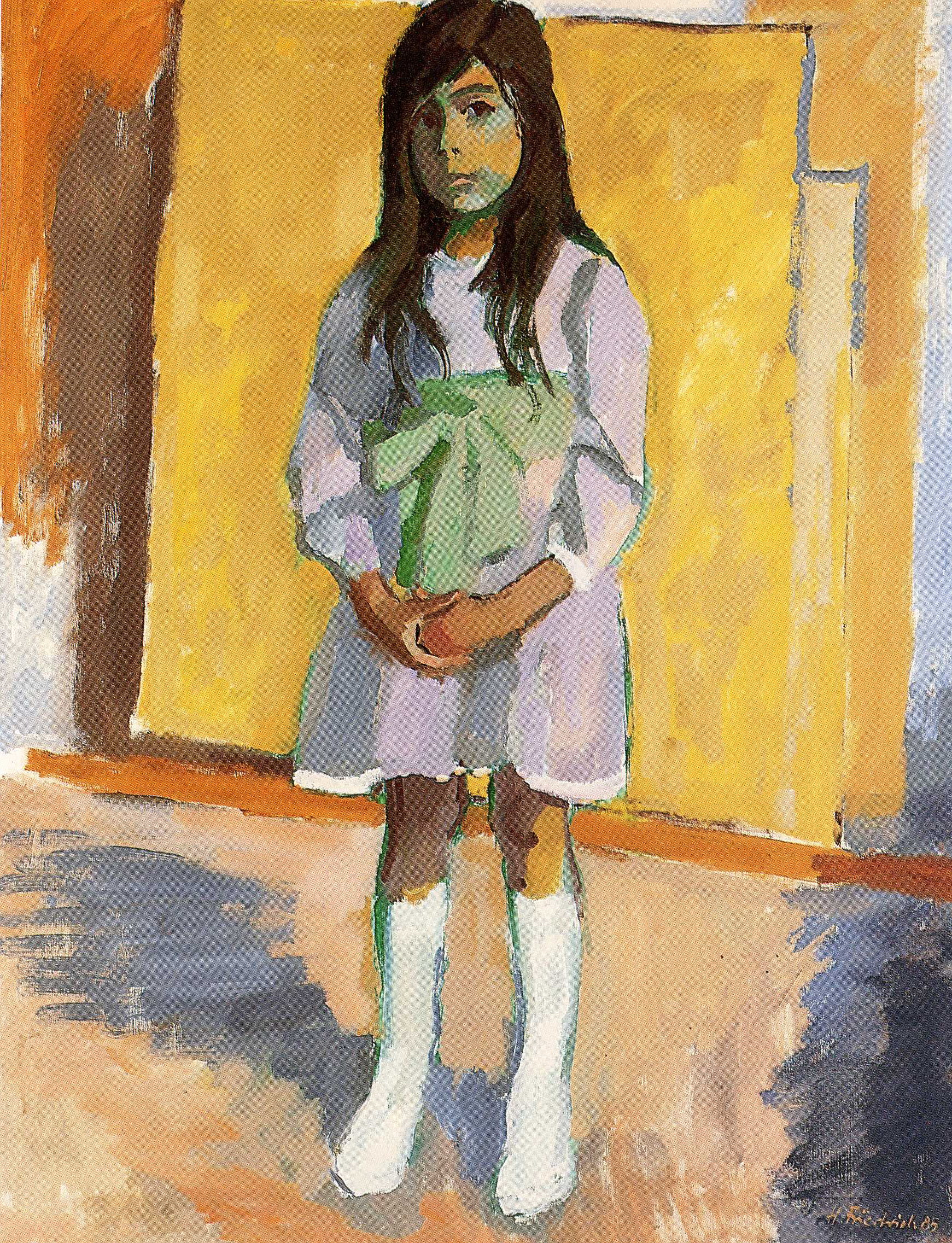
Heinz Friedrich: Das Sonntagskleid (Öl 1985)

- 1974: Büchergilde Gutenberg, Mannheim
- 1976: Pfalzgalerie Kaiserslautern
- 1977: Saalbau-Galerie, Darmstadt
- 1978: Retrospektive Pfalzgalerie Kaiserslautern
- 1980: Seedamm-Kulturzentrum Pfäffikon (CH)
- 1981: Villa Hammerschmidt, Bonn
- 1985: Darmstadt
- 1989: Kunstverein Schwetzingen; Amrum u. Wyk/Föhr
- 1990: Zum alten Amtshaus Keller, Schaffhausen (CH)
- 1992: Oberhessisches Museum, Giessen
- 1994: Kunstverein Schwetzingen
- 1995: Altes Stadtpalais, Zug (CH)
- 2000: Gotha
- 2001: Herrenhof Mußbach, Weinstraße
- 2003: Kunstverein Aurich
- 2007: Gleisweiler
- 2008: Brühl
- 2009: Kunstverein Schwetzingen
- 2011: Galerie Kätelhön Möhnesee und Winterbach

### Gruppenausstellungen (Auswahl)
- 1954: „Junge Badische Kunst“, Staatliche Kunsthalle Baden-Baden
- 1957: Kunstpreis Baden-Württemberg, Staatliche Kunsthalle Baden-Baden
- 1971: Berlin (mit XYLON)
- 1975: Landeskunstausstellung Rheinland-Pfalz (Wanderausstellung durch Norwegen)
- 1977: 3rd Miami Graphics Biennal, Miami/Floria (USA)
- 1980: 4th Miami Graphics Biennal, Miami/Floria (USA) u. 8th International Poster Biennale Warschau (Polen)
- 1981: Poster Biennale Lathie (Finnland)
- 1982: Wien und Luxemburg (mit XYLON)
- 1983: „Traces et Signes“, Sundgau (Frankreich) und Biennale Boissy, Paris (Frankreich)
- 1984: Deutsche Druckgrafik, Baku (UdSSR)
- 1985: Stuttgart (mit XYLON)
- 1986: Poster Biennale Lahti (Finnland) u. Grafiktriennal Museum of modern Art, Toyama (Japan)
- 1988: Landesvertretung Baden-Württemberg, Bonn u. Grafiktriennal Museum of modern Art, Toyama (Japan)
- 1989: Künstler gegen den Krieg (mit XYLON), Berlin und Warschau (Polen)
- 1991: Deutsche Hochdruckgrafik 90, Winterthur (Schweiz)
- 1993: „Schnarrenbergschüler“, Künstlerhaus Karlsruhe
- 1995: XYLON Schwetzingen
- 1995–1998: „Nordwest-Kunst“, Kunsthalle Wilhelmshaven
- 1999: „Projekt Totentanz“, Museum Bochum
- 2003: „memento mori“, Gotha Schloß
- 2008 Kunstkreis Aichwald, zusammen mit Ruth Stahl im Evangelischen Gemeindehaus Aichwald-Aichschieß